# Pedro Troglio
Pedro Troglio, född 28 juli 1965 i Luján, Argentina, är en argentinsk före detta fotbollsspelare.